# Buchnera urticifolia
Buchnera urticifolia är en snyltrotsväxtart som beskrevs av Robert Brown. Buchnera urticifolia ingår i släktet Buchnera och familjen snyltrotsväxter. Inga underarter finns listade i Catalogue of Life.